# Helen Longino

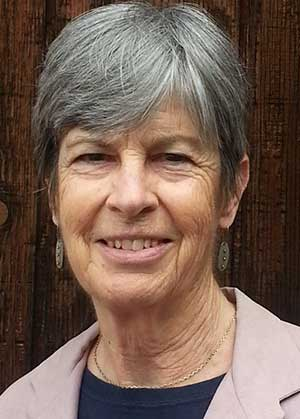
Helen E. Longino (2015)

Helen Elizabeth Longino (* 13. Juli 1944) ist eine US-amerikanische Philosophin, Autorin und Wissenschaftstheoretikerin. Derzeit ist sie Lehrstuhlinhaberin am Philosophischen Institut der Stanford University.

## Lebenslauf
Nachdem Longino 1966 ihren Bachelorabschluss in Anglistik am Barnard College (New York City) und 1967 ihren Masterabschluss in Philosophie an der University of Sussex gemacht hatte, wurde sie 1976 an der Johns Hopkins University in Baltimore promoviert. Von 1971 bis 1995 bekleidete sie verschiedene Assistenzprofessuren am Mills College (Oakland) sowie an der  University of California (San Diego) und der Rice University (Houston), bevor sie von 1995 bis 2005 die Professur für Philosophy and of Women’s Studies an der University of Minnesota (Minneapolis) antrat. Seit 2005 hat Longino den Lehrstuhl für Philosophie an der Stanford University inne.
In ihrer Arbeit diskutiert Longino die sozialen Dimensionen des wissenschaftlichen Wissens und die Beziehungen zwischen sozialen und kognitiven Werten. Ihr zentrales Forschungsfeld ist die feministische Erkenntnistheorie.
2016 wurde Longino in die American Academy of Arts and Sciences gewählt. 2018 wurde sie in die American Association for the Advancement of Science aufgenommen.

## Werke (Auswahl)
- Studying Human Behavior: How Scientists Investigate Aggression and Sexuality. University of Chicago Press, Chicago 2012, ISBN 978-0-22-649288-9.
- Can There Be A Feminist Science? In: Robin O. Andreasen, Ann E. Cudd (Hrsg.) Feminist theory: a philosophical anthology. Wiley-Blackwell, Hoboken 2004, S. 210–217, ISBN 978-1-40-511661-9.
- Feminist Epistemology as a Local Epistemology. In: Louis P. Pojman (Hrsg.) The Theory of Knowledge. Wadsworth, Belmont 2003, S. 571–579, ISBN 978-0-53-455822-2.
- The Fate of Knowledge. Princeton University Press, Princeton 2002, ISBN 978-0-69-108876-1.
- Science as Social Knowledge: Values and Objectivity in Scientific Inquiry. Princeton University Press, Princeton 1990, ISBN 978-0-69-102051-8.
- mit Valerie Miner (Hrsg.) Konkurrenz: ein Tabu unter Frauen. Frauenoffensive, München 1990, ISBN 978-3-88-104200-0.